# Djené Dakonam
Djené Dakonam Ortega, noto semplicemente come Djené (Dapaong, 31 dicembre 1991), è un calciatore togolese, difensore del Getafe e della nazionale togolese delle quali è capitano.

## Caratteristiche tecniche
Djené è un calciatore molto forte nei contrasti con gli avversari e nell'intercettazione dei passaggi. Molto bravo nel dribbling, nonostante la bassa statura sa farsi valere anche nel gioco aereo.
La sua irruenza lo porta anche a commettere interventi duri.

## Carriera

### Club
Giovanili e crescita all'Alcorcòn
Inizia la sua carriera al Coton sport dove colleziona 10 presenze in Caf Champions League.
Il 25 ottobre 2014 passa a titolo definitivo all'Alcorcòn, in due stagioni totalizza 59 presenze e 1 rete.
Sint-Truiden
Nel luglio del 2016 si trasferisce al Sint-Truiden, dove milita per una sola stagione totalizzando 19 presenze.
Getafe
Nel 2017 passa dal Sint-Truiden al Getafe al costo di 2,5 milioni di euro, una cessione record per la squadra belga. Al termine della stagione colleziona in totale 36 presenze e 1 gol (contro la Real Sociedad in campionato). Si conferma come titolare della retroguardia del club spagnolo fino ad ottenere la fascia da capitano.

### Nazionale
Con la Nazionale togolese ha preso parte alla Coppa d'Africa 2013 e 2017.

## Statistiche

### Cronologia presenze e reti in nazionale
| Cronologia completa delle presenze e delle reti in nazionale ― Togo | Cronologia completa delle presenze e delle reti in nazionale ― Togo | Cronologia completa delle presenze e delle reti in nazionale ― Togo | Cronologia completa delle presenze e delle reti in nazionale ― Togo | Cronologia completa delle presenze e delle reti in nazionale ― Togo | Cronologia completa delle presenze e delle reti in nazionale ― Togo | Cronologia completa delle presenze e delle reti in nazionale ― Togo | Cronologia completa delle presenze e delle reti in nazionale ― Togo |
| Data                                                                | Città                                                               | In casa                                                             | Risultato                                                           | Ospiti                                                              | Competizione                                                        | Reti                                                                | Note                                                                |
| ------------------------------------------------------------------- | ------------------------------------------------------------------- | ------------------------------------------------------------------- | ------------------------------------------------------------------- | ------------------------------------------------------------------- | ------------------------------------------------------------------- | ------------------------------------------------------------------- | ------------------------------------------------------------------- |
| 8-9-2012                                                            | Libreville                                                          | Gabon                                                               | 1 – 1                                                               | Togo                                                                | Qual. Coppa d'Africa 2013                                           | -                                                                   |                                                                     |
| 14-11-2012                                                          | Casablanca                                                          | Oman                                                                | 0 – 1                                                               | Togo                                                                | Amichevole                                                          | -                                                                   |                                                                     |
| 29-12-2012                                                          | Sohar                                                               | Marocco                                                             | 0 – 1                                                               | Togo                                                                | Amichevole                                                          | -                                                                   |                                                                     |
| 13-1-2013                                                           | Lomé                                                                | Togo                                                                | 2 – 1                                                               | Niger                                                               | Amichevole                                                          | -                                                                   |                                                                     |
| 22-1-2013                                                           | Rustenburg                                                          | Costa d'Avorio                                                      | 2 – 1                                                               | Togo                                                                | Coppa d'Africa 2013 - 1º turno                                      | -                                                                   |                                                                     |
| 26-1-2013                                                           | Rustenburg                                                          | Algeria                                                             | 0 – 2                                                               | Togo                                                                | Coppa d'Africa 2013 - 1º turno                                      | -                                                                   |                                                                     |
| 30-1-2013                                                           | Nelspruit                                                           | Tunisia                                                             | 1 – 1                                                               | Togo                                                                | Coppa d'Africa 2013 - 1º turno                                      | -                                                                   |                                                                     |
| 3-2-2013                                                            | Nelspruit                                                           | Burkina Faso                                                        | 1 – 0 dts                                                           | Togo                                                                | Coppa d'Africa 2013 - Quarti di finale                              | -                                                                   |                                                                     |
| 23-3-2013                                                           | Bamako                                                              | Camerun                                                             | 2 – 1                                                               | Togo                                                                | Qual. Coppa d'Africa 2015                                           | -                                                                   |                                                                     |
| 5-6-2013                                                            | Bata                                                                | Guinea Equatoriale                                                  | 0 – 1                                                               | Togo                                                                | Amichevole                                                          | -                                                                   | 46’                                                                 |
| 9-6-2013                                                            | Lomé                                                                | Togo                                                                | 0 – 3                                                               | Camerun                                                             | Qual. Coppa d'Africa 2015                                           | -                                                                   |                                                                     |
| 14-6-2013                                                           | Tripoli                                                             | Libia                                                               | 2 – 0                                                               | Togo                                                                | Qual. Coppa d'Africa 2015                                           | -                                                                   |                                                                     |
| 8-9-2013                                                            | Lomé                                                                | Togo                                                                | 2 – 1                                                               | RD del Congo                                                        | Qual. Coppa d'Africa 2015                                           | -                                                                   |                                                                     |
| 11-10-2014                                                          | Kampala                                                             | Uganda                                                              | 0 – 1                                                               | Togo                                                                | Qual. Coppa d'Africa 2015                                           | -                                                                   | 21’                                                                 |
| 15-10-2014                                                          | Lomé                                                                | Togo                                                                | 1 – 0                                                               | Uganda                                                              | Qual. Coppa d'Africa 2015                                           | -                                                                   |                                                                     |
| 15-11-2014                                                          | Lomé                                                                | Togo                                                                | 1 – 4                                                               | Guinea                                                              | Qual. Coppa d'Africa 2015                                           | -                                                                   |                                                                     |
| 19-11-2014                                                          | Kumasi                                                              | Ghana                                                               | 3 – 1                                                               | Togo                                                                | Qual. Coppa d'Africa 2015                                           | -                                                                   |                                                                     |
| 8-6-2015                                                            | Accra                                                               | Ghana                                                               | 1 – 0                                                               | Togo                                                                | Amichevole                                                          | -                                                                   |                                                                     |
| 14-6-2015                                                           | Lomé                                                                | Togo                                                                | 2 – 1                                                               | Liberia                                                             | Qual. Coppa d'Africa 2015                                           | -                                                                   |                                                                     |
| 4-9-2015                                                            | Gibuti                                                              | Gibuti                                                              | 0 – 2                                                               | Togo                                                                | Qual. Coppa d'Africa 2015                                           | -                                                                   |                                                                     |
| 12-11-2015                                                          | Lomé                                                                | Togo                                                                | 0 – 1                                                               | Uganda                                                              | Qual. Mondiali 2018                                                 | -                                                                   |                                                                     |
| 15-11-2015                                                          | Kampala                                                             | Uganda                                                              | 3 – 0                                                               | Togo                                                                | Qual. Mondiali 2018                                                 | -                                                                   |                                                                     |
| 25-3-2016                                                           | Monastir                                                            | Tunisia                                                             | 1 – 0                                                               | Togo                                                                | Qual. Coppa d'Africa 2017                                           | -                                                                   |                                                                     |
| 29-3-2016                                                           | Lomé                                                                | Togo                                                                | 0 – 0                                                               | Tunisia                                                             | Qual. Coppa d'Africa 2017                                           | -                                                                   |                                                                     |
| 5-6-2016                                                            | Monrovia                                                            | Liberia                                                             | 2 – 2                                                               | Togo                                                                | Qual. Coppa d'Africa 2017                                           | -                                                                   | 36’                                                                 |
| 4-9-2016                                                            | Lomé                                                                | Togo                                                                | 5 – 0                                                               | Gibuti                                                              | Qual. Coppa d'Africa 2017                                           | -                                                                   |                                                                     |
| 4-10-2016                                                           | Lomé                                                                | Togo                                                                | 1 – 0                                                               | Uganda                                                              | Amichevole                                                          | -                                                                   | 68’                                                                 |
| 9-10-2016                                                           | Lomé                                                                | Togo                                                                | 2 – 0                                                               | Mozambico                                                           | Amichevole                                                          | -                                                                   | 67’                                                                 |
| 11-11-2016                                                          | Tunisi                                                              | Togo                                                                | 2 – 2                                                               | Comore                                                              | Amichevole                                                          | -                                                                   | 46’                                                                 |
| 15-11-2016                                                          | Marrakech                                                           | Marocco                                                             | 2 – 1                                                               | Togo                                                                | Amichevole                                                          | -                                                                   |                                                                     |
| 16-1-2017                                                           | Oyem                                                                | Costa d'Avorio                                                      | 0 – 0                                                               | Togo                                                                | Coppa d'Africa 2017 - 1º turno                                      | -                                                                   |                                                                     |
| 20-1-2017                                                           | Oyem                                                                | Marocco                                                             | 3 – 1                                                               | Togo                                                                | Coppa d'Africa 2017 - 1º turno                                      | -                                                                   |                                                                     |
| 24-1-2017                                                           | Port-Gentil                                                         | Togo                                                                | 1 – 3                                                               | RD del Congo                                                        | Coppa d'Africa 2017 - 1º turno                                      | -                                                                   |                                                                     |
| 24-3-2017                                                           | Alessandria d'Egitto                                                | Libia                                                               | 0 – 0                                                               | Togo                                                                | Amichevole                                                          | -                                                                   |                                                                     |
| 28-3-2017                                                           | Alessandria d'Egitto                                                | Egitto                                                              | 3 – 0                                                               | Togo                                                                | Amichevole                                                          | -                                                                   |                                                                     |
| 4-6-2017                                                            | Marsiglia                                                           | Togo                                                                | 2 – 0                                                               | Comore                                                              | Amichevole                                                          | -                                                                   | 66’                                                                 |
| 1-6-2017                                                            | Saint-Leu-la-Forêt                                                  | Nigeria                                                             | 3 – 0                                                               | Togo                                                                | Amichevole                                                          | -                                                                   |                                                                     |
| 11-6-2017                                                           | Blida                                                               | Algeria                                                             | 1 – 0                                                               | Togo                                                                | Qual. Coppa d'Africa 2019                                           | -                                                                   |                                                                     |
| 31-8-2017                                                           | Agadir                                                              | Togo                                                                | 2 – 0                                                               | Niger                                                               | Amichevole                                                          | -                                                                   | 46’                                                                 |
| 4-9-2017                                                            | Agadir                                                              | Togo                                                                | 0 – 1                                                               | Malawi                                                              | Amichevole                                                          | -                                                                   |                                                                     |
| 5-10-2017                                                           | Teheran                                                             | Iran                                                                | 2 – 0                                                               | Togo                                                                | Amichevole                                                          | -                                                                   | cap.                                                                |
| 12-11-2017                                                          | Lomé                                                                | Togo                                                                | 6 – 0                                                               | Mauritius                                                           | Amichevole                                                          | -                                                                   | 81’                                                                 |
| 21-3-2018                                                           | Saint-Leu-la-Forêt                                                  | Togo                                                                | 0 – 0                                                               | Madagascar                                                          | Amichevole                                                          | -                                                                   | 46’                                                                 |
| 24-3-2018                                                           | Abidjan                                                             | Costa d'Avorio                                                      | 2 – 2                                                               | Togo                                                                | Amichevole                                                          | -                                                                   | 78’ 90’                                                             |
| 9-9-2018                                                            | Lomé                                                                | Togo                                                                | 0 – 0                                                               | Benin                                                               | Qual. Coppa d'Africa 2019                                           | -                                                                   |                                                                     |
| 12-10-2018                                                          | Lomé                                                                | Togo                                                                | 1 – 1                                                               | Gambia                                                              | Qual. Coppa d'Africa 2019                                           | -                                                                   | cap.                                                                |
| 16-10-2018                                                          | Bakau                                                               | Gambia                                                              | 0 – 1                                                               | Togo                                                                | Qual. Coppa d'Africa 2019                                           | -                                                                   | cap. 76’                                                            |
| 24-3-2019                                                           | Cotonou                                                             | Benin                                                               | 2 – 1                                                               | Togo                                                                | Qual. Coppa d'Africa 2019                                           | -                                                                   | 21’                                                                 |
| 6-9-2019                                                            | Moroni                                                              | Comore                                                              | 1 – 1                                                               | Togo                                                                | Qual. Mondiali 2022                                                 | -                                                                   | cap. 45’                                                            |
| 10-9-2019                                                           | Lomé                                                                | Togo                                                                | 2 – 0                                                               | Comore                                                              | Qual. Mondiali 2022                                                 | -                                                                   | cap.                                                                |
| 10-10-2019                                                          | Fos-sur-Mer                                                         | Capo Verde                                                          | 2 – 1                                                               | Togo                                                                | Amichevole                                                          | -                                                                   | cap.                                                                |
| 13-10-2019                                                          | Salon-de-Provence                                                   | Togo                                                                | 1 – 1                                                               | Guinea Equatoriale                                                  | Amichevole                                                          | -                                                                   | cap.                                                                |
| 14-11-2019                                                          | Lomé                                                                | Togo                                                                | 0 – 1                                                               | Comore                                                              | Qual. Coppa d'Africa 2021                                           | -                                                                   | cap.                                                                |
| 18-11-2019                                                          | Nairobi                                                             | Kenya                                                               | 0 – 1                                                               | Togo                                                                | Qual. Coppa d'Africa 2021                                           | -                                                                   | cap.                                                                |
| 12-10-2020                                                          | Tunisi                                                              | Sudan                                                               | 1 – 1                                                               | Togo                                                                | Amichevole                                                          | -                                                                   | cap.                                                                |
| 14-11-2020                                                          | Il Cairo                                                            | Egitto                                                              | 1 – 0                                                               | Togo                                                                | Qual. Coppa d'Africa 2021                                           | -                                                                   | cap. 29’                                                            |
| 17-11-2020                                                          | Lomé                                                                | Togo                                                                | 1 – 3                                                               | Egitto                                                              | Qual. Coppa d'Africa 2021                                           | -                                                                   | cap. 84’                                                            |
| 25-3-2021                                                           | Iconi                                                               | Comore                                                              | 0 – 0                                                               | Togo                                                                | Qual. Coppa d'Africa 2021                                           | -                                                                   | cap.                                                                |
| 29-3-2021                                                           | Lomé                                                                | Togo                                                                | 1 – 2                                                               | Kenya                                                               | Qual. Coppa d'Africa 2021                                           | -                                                                   | cap.                                                                |
| 5-6-2021                                                            | Manavgat                                                            | Togo                                                                | 2 – 0                                                               | Guinea                                                              | Amichevole                                                          | -                                                                   | cap.                                                                |
| 1-9-2021                                                            | Thiès                                                               | Senegal                                                             | 2 – 0                                                               | Togo                                                                | Qual. Mondiali 2022                                                 | -                                                                   | cap.                                                                |
| 5-9-2021                                                            | Lomé                                                                | Togo                                                                | 0 – 1                                                               | Namibia                                                             | Qual. Mondiali 2022                                                 | -                                                                   | cap.                                                                |
| 9-10-2021                                                           | Lomé                                                                | Togo                                                                | 1 – 1                                                               | Rep. del Congo                                                      | Qual. Mondiali 2022                                                 | -                                                                   | cap. 82’                                                            |
| 12-10-2021                                                          | Brazzaville                                                         | Rep. del Congo                                                      | 1 – 2                                                               | Togo                                                                | Qual. Mondiali 2022                                                 | -                                                                   | cap.                                                                |
| 11-11-2021                                                          | Lomé                                                                | Togo                                                                | 1 – 1                                                               | Senegal                                                             | Qual. Mondiali 2022                                                 | -                                                                   | cap.                                                                |
| 15-11-2021                                                          | Johannesburg                                                        | Namibia                                                             | 0 – 1                                                               | Togo                                                                | Qual. Mondiali 2022                                                 | -                                                                   | cap.                                                                |
| 24-3-2022                                                           | Adalia                                                              | Togo                                                                | 3 – 0                                                               | Sierra Leone                                                        | Amichevole                                                          | -                                                                   | Cap.                                                                |
| 29-3-2022                                                           | Aksu                                                                | Togo                                                                | 1 – 1                                                               | Benin                                                               | Amichevole                                                          | -                                                                   | Cap.                                                                |
| 3-6-2022                                                            | Lomé                                                                | Togo                                                                | 2 – 2                                                               | eSwatini                                                            | Qual. Coppa d'Africa 2023                                           | -                                                                   | Cap.                                                                |
| 7-6-2022                                                            | Marrakech                                                           | Capo Verde                                                          | 2 – 0                                                               | Togo                                                                | Qual. Coppa d'Africa 2023                                           | -                                                                   | Cap.                                                                |
| 24-3-2023                                                           | Marrakech                                                           | Burkina Faso                                                        | 1 – 0                                                               | Togo                                                                | Qual. Coppa d'Africa 2023                                           | -                                                                   | Cap.                                                                |
| 28-3-2023                                                           | Lomé                                                                | Togo                                                                | 1 – 1                                                               | Burkina Faso                                                        | Qual. Coppa d'Africa 2023                                           | -                                                                   | Cap.                                                                |
| 18-6-2023                                                           | Mbombela                                                            | eSwatini                                                            | 0 – 2                                                               | Capo Verde                                                          | Qual. Coppa d'Africa 2023                                           | -                                                                   | Cap.                                                                |
| 10-9-2023                                                           | Lomé                                                                | Togo                                                                | 3 – 2                                                               | Capo Verde                                                          | Qual. Coppa d'Africa 2023                                           | -                                                                   | Cap.                                                                |
| 16-11-2023                                                          | Bengasi                                                             | Sudan                                                               | 1 – 1                                                               | Togo                                                                | Qual. Mondiali 2026                                                 | -                                                                   | Cap. 61’                                                            |
| 21-11-2023                                                          | Lomé                                                                | Togo                                                                | 0 – 0                                                               | Senegal                                                             | Qual. Mondiali 2026                                                 | -                                                                   | cap.                                                                |
| 22-3-2024                                                           | Mohammedia                                                          | Niger                                                               | 1 – 2                                                               | Togo                                                                | Amichevole                                                          | -                                                                   | 76’                                                                 |
| 26-3-2024                                                           | Casablanca                                                          | Libia                                                               | 1 – 1                                                               | Togo                                                                | Amichevole                                                          | -                                                                   | Cap.                                                                |
| 9-6-2024                                                            | Kinshasa                                                            | RD del Congo                                                        | 1 – 0                                                               | Togo                                                                | Qual. Mondiali 2026                                                 | -                                                                   | Cap.                                                                |
| 6-9-2024                                                            | Lomé                                                                | Togo                                                                | 1 – 1                                                               | Liberia                                                             | Qual. Coppa d'Africa 2025                                           | -                                                                   | Cap. 35’                                                            |
| 9-9-2024                                                            | Malabo                                                              | Guinea Equatoriale                                                  | 2 – 2                                                               | Togo                                                                | Qual. Coppa d'Africa 2025                                           | -                                                                   | Cap.                                                                |
| 10-10-2024                                                          | Annaba                                                              | Algeria                                                             | 5 – 1                                                               | Togo                                                                | Qual. Coppa d'Africa 2025                                           | -                                                                   | Cap. 46’                                                            |
| 13-11-2024                                                          | Monrovia                                                            | Liberia                                                             | 1 – 0                                                               | Togo                                                                | Qual. Coppa d'Africa 2025                                           | -                                                                   | 46’ 81’                                                             |
| 17-11-2024                                                          | Lomé                                                                | Togo                                                                | 3 – 0                                                               | Guinea Equatoriale                                                  | Qual. Coppa d'Africa 2025                                           | -                                                                   | Cap.                                                                |
| 22-3-2025                                                           | Lomé                                                                | Togo                                                                | 2 – 2                                                               | Mauritania                                                          | Qual. Mondiali 2026                                                 | -                                                                   | Cap. 79’                                                            |
| 25-3-2025                                                           | Dakar                                                               | Senegal                                                             | 2 – 0                                                               | Togo                                                                | Qual. Mondiali 2026                                                 | -                                                                   | Cap. 76’                                                            |
| Totale                                                              |                                                                     | Presenze                                                            | 86                                                                  |                                                                     | Reti                                                                | 0                                                                   |                                                                     |

## Palmarès

### Club

#### Competizioni nazionali
- Campionato camerunese: 3

Cotonsport Garoua: 2011, 2013, 2014
- Coppa del Camerun: 1

Cotonsport Garoua: 2011